# فرنسيس بنعلي
فرنسيس بن علي (بالإنجليزية: Francis Benali)‏ هو لاعب كرة قدم بريطاني في مركزي ظهير ‏ وقلب الدفاع، ولد في 30 ديسمبر 1968 في ساوثهامبتون في المملكة المتحدة. لعب مع نادي ساوثهامبتون ونوتينغهام فورست.

## وصلات خارجية
- فرنسيس بنعلي على موقع قاعدة بيانات كرة القدم.إي يو (الإنجليزية)
- فرنسيس بنعلي على موقع Soccerbase.com (لاعب) (الإنجليزية)
- فرنسيس بنعلي على موقع عالم كرة القدم.نت (الإنجليزية)